# 少鰭方頭鯧
少鰭方頭鯧（学名：Cubiceps pauciradiatus），又名威氏方頭鯧，为圓鯧科方頭鯧屬下的一个种，分布於全球三大洋熱帶至亞熱帶海域，棲息深度58-1000公尺，體長可達20公分，棲息在中底層水域，屬肉食性，可做為食用魚。

## 擴展閱讀
維基物種上的相關：少鰭方頭鯧